# Зигмунт Калиновський
Зигмунт Калиновський (пол. Zygmunt Kalinowski; нар. 2 травня 1949, Ляскі, Польща) — польський футболіст, виступав на позиції воротаря. Гравець збірної Польщі, учасник чемпіонату світу 1974 року. Чемпіон Польщі 1976/77 у складі «Шльонська» (Вроцлав).

## Клубна кар'єра
Вихованець клубу «Пилиця» (Варка) (зараз відомий під назвою «КС Варка»). У 1968 році перейшов до варшавської «Легії», але в команді був гравцем глибокого резерву. В осінній частині сезону 1970/71 років зіграв 3 матчі в чемпіонаті Польщі, який завершився для варшавського клубу срібними нагородами чемпіонату Польщі. У весняній частині сезону 1970/71 років став гравцем вроцлавського «Шльонська», з яким того ж сезону вийшов до Екстракляси, а вже наступного сезону у статусі основного воротаря команди досяг найбільшого успіху в кар'єрі — став чемпіоном Польщі 1977 року та володарем кубка Польщі 1976 року, окрім цього ставав бронзовим призером чемпіонату 1975 року та віце-чемпіоном 1978 року. У сезоні 1979/80 років став гравцем друголігового клубу «Мотор» (Люблін), з яким того ж сезону здобув путівку до Екстракляси, також виступав у команді в осінній частині сезону 1980/81 років. Потім виїхав до Австралії, де виступав у сіднейській «Полонії». Згодом повернувся до «Мотора», з яким у сезоні 1982/83 років знову завоював путівку до Екстракляси. У люблінському клубі виступав до завершення осінньої частини сезону 1986/87 років. Потім був гравцем «Сталь» (Красник) (1987/88, у весняній частині сезону був також і граючим тренером), канадського «Норт Йорк Рокетс» (1988), «Гортекса» (Рикі) та «Привацяжу» (Томашів-Любельський).

## Кар'єра в збірній
У 1972 році викликався до молодіжної збірної Польщі. Вперше отримав запрошення до головної збірної країни на відбірковий матч чемпіонату світу проти Уельсу (26 вересня 1973 року), проте увесь матч Зигмунт просидів на лаві для запасних. Дебют же відбувся в наступному матчі — товариському поєдинку проти Нідерландів (10 жовтня 1973 року), де на 46-й хвилині замінив Яна Томашевського й за відведений для нього час не пропустив жодного м'яча. Потім був резервним воротарем під час легендарного поєдинку на «Вемблі» проти Англії (17 жовтня 1973 року). Брав участь у підготовці до чемпіонату світу 1974 року і зіграв у всіх трьох офіційних товариських матчах збірної Польщі (у тому числі двічі в основному складі). Поїхав на фінальну частину чемпіонату світу, але не зіграв на ній жодної хвилини, просидівши весь час на лаві для запасних. Однак як член команди разом з іншими гравцями був нагороджений срібними медалями. Всього за збірну Польщі провів 4 поєдинки, пропустив 2 м'ячі.

### Матчі за збірну
| №  | Дата           | Місце     | Суперник   | Результат | Змагання    | Грав  | Примітки |
| -- | -------------- | --------- | ---------- | --------- | ----------- | ----- | -------- |
| 1. | 10 жовтня 1973 | Роттердам | Нідерланди | 1-1       | товариський | з 46' |          |
| 2. | 21 жовтня 1973 | Дублін    | Ірландія   | 0-1       | товариський | 90'   |          |
| 3. | 17 квітня 1974 | Льєж      | Бельгія    | 1-1       | товариський | 90'   |          |
| 4. | 15 травня 1974 | Варшава   | Греція     | 2-0       | товариський | з 46' |          |

## Кар'єра тренера
По завершенні кар'єри гравця працював тренером молодіжних команд і воротарів у клубах «Сигнал» (Люблін), «Вісла» (Краків), «Люблінянка», «Гурник» (Ленчна), «Мотор» (Люблін), «Хелмянка» та «Орлята» (Раджин). Працював також і тренером воротарів у головній збірній Польщі (за часів Владислава Стахурського навесні 1996 року та Антонія Пєхнічека у 1996—1997 роках). У 2007 році також був головним тренером «Мотору II» (Люблін).

## Досягнення

### Клубні
- Перша ліга Польщі
  -  Чемпіон (1): 1976/77

- Кубок Польщі
  -  Володар (1): 1975/76

### У збірній
- Чемпіонат світу
  -  Бронзовий призер (1): 1974